# Kyle Vassell
Kyle Thomas Vassell (Milton Keynes, 7 febbraio 1993) è un calciatore nordirlandese, attaccante del Kilmarnock.

## Caratteristiche tecniche
È un centravanti.

## Carriera

### Nazionale
Ha esordito con la nazionale nordirlandese il 12 ottobre 2018 in occasione del match di UEFA Nations League 2018-2019 perso 1-0 contro l'Austria.